# Хабигандж
Хабига́ндж (бенг. হবিগঞ্জ) — город и муниципалитет на востоке Бангладеш, административный центр одноимённого округа. Муниципалитет был основан в 1913 году. Площадь города равна 20,60 км². По данным переписи 2001 года, в городе проживало 54 178 человек, из которых мужчины составляли 52,59 %, женщины — соответственно 47,41 %. Уровень грамотности взрослого населения составлял 59,9 % (при среднем по Бангладеш показателе 43,1 %).